# Фонтан Максимилиана (Братислава)
Фонтан Максимилиана (фонтан Роланда) (словац. Rolandova fontána, Maximiliánova fontána) — самый известный и самый старый фонтан в Братиславе, Словакия. Создан в стиле ренессанс. Расположен в западной части Главной площади Старого города.
На месте, где стоит фонтан, уже задолго до его появления находилась центральная площадь города. На площади проводились базары, стояла Ратуша, кипела общественная жизнь. Ввиду большой значимости площади на ней находился колодец, а с первой половины 16 века и большой резервуар с водой для тушения возможных пожаров.
Фонтан построен в 1572 году для снабжения города водой, по приказу Максимилиана II, короля Венгрии (он был первым коронованным в Братиславе венгерским королём, дата коронации - 8.09.1563г.), после того, как 12.09.1563 года во время игрищ по случаю коронации на площади произошёл пожар, распространившийся и в другие части города. Максимилиан распорядился поставить в городе резервуары и подвести к ним воду, которой бы можно было пользоваться круглый год.
Самый красивый фонтан был сооружён именно на Главной площади, увековечив не только память о монархе и первом коронованном в городе венгерском короле, но и о его заслугах перед городом.
Вместо традиционной статуи Роланда, который уже в средние века становится в изобразительном искусстве символом городских привилегий и свобод (право меча), Максимилиан приказал "поставить" здесь самого себя в виде христианского рыцаря и защитника. Фигура рыцаря в доспехах и шлеме с мечом в левой руке на высоком постаменте в центре фонтана, опирающаяся на щит с венгерским гербом, обращена в сторону Ратуши. На постаменте в честь короля камнотёсных дел мастер высек стихи на латинском языке, восхваляющие величие короля Максимилиана II. Для современников особый интерес представляет восточная (обращённая у ратуше) сторона постамента с посвятительной надписью, содержащей описание важных историческим событий, связанных с именем короля.
Фонтан состоит из округлой формы резервуара диаметром 9 метров. По периметру фонтана находятся маскароны, из уст которых вода вытекала в резервуары с меньшим диаметром (до наших дней не сохранились). Автор проекта фонтана неизвестен, однако известно, что скульптором фонтана был австрийский каменотёс Андреас Луттрингер. В некоторых элементах прослеживается влияние итальянских мастеров.
Фонтан несколько раз менял свой облик и сегодня уже минимально напоминает свой первоначальный вид. Так, изначально в композицию входили фигурки 4 писающих мальчиков. Наиболее существенной перестройке фонтан подвергся в 1830-е годы. Тогда же фигурки мальчиков были перенесены на Уршулинскую улицу, где был построен фонтан меньших размеров. При этом фонтан Максимилиана был дополнен широким каменным сосудом, оставшимся после уничтожения фонтана, находившегося в парке Летнего архиепископского дворца. Существенным новшеством 2007 года стала пристройка к фонтану мраморной окружности, заметно изменившей облик этого памятника архитектуры. С фонтаном связано много легенд, в основном они касаются роли короля Максимилиана как покровителя города. У фонтана братиславцы часто назначают встречи.